# Madame Nielsen
Madame Nielsen (* 6. Mai 1963 in Aalborg) ist eine dänische Performerin, Schauspielerin, Sängerin und Autorin. Von 2002 bis 2011  führte sie zusammen mit anderen Autoren und Künstlern ihre Arbeit unter der Agentur Das Beckwerk. Weitere Pseudonyme, des bis 2001 unter seinem bürgerlichen Namen Claus Beck-Nielsen wirkenden Künstlers: Claus Nielsen, Helge Bille Nielsen und schließlich Madame Nielsen.

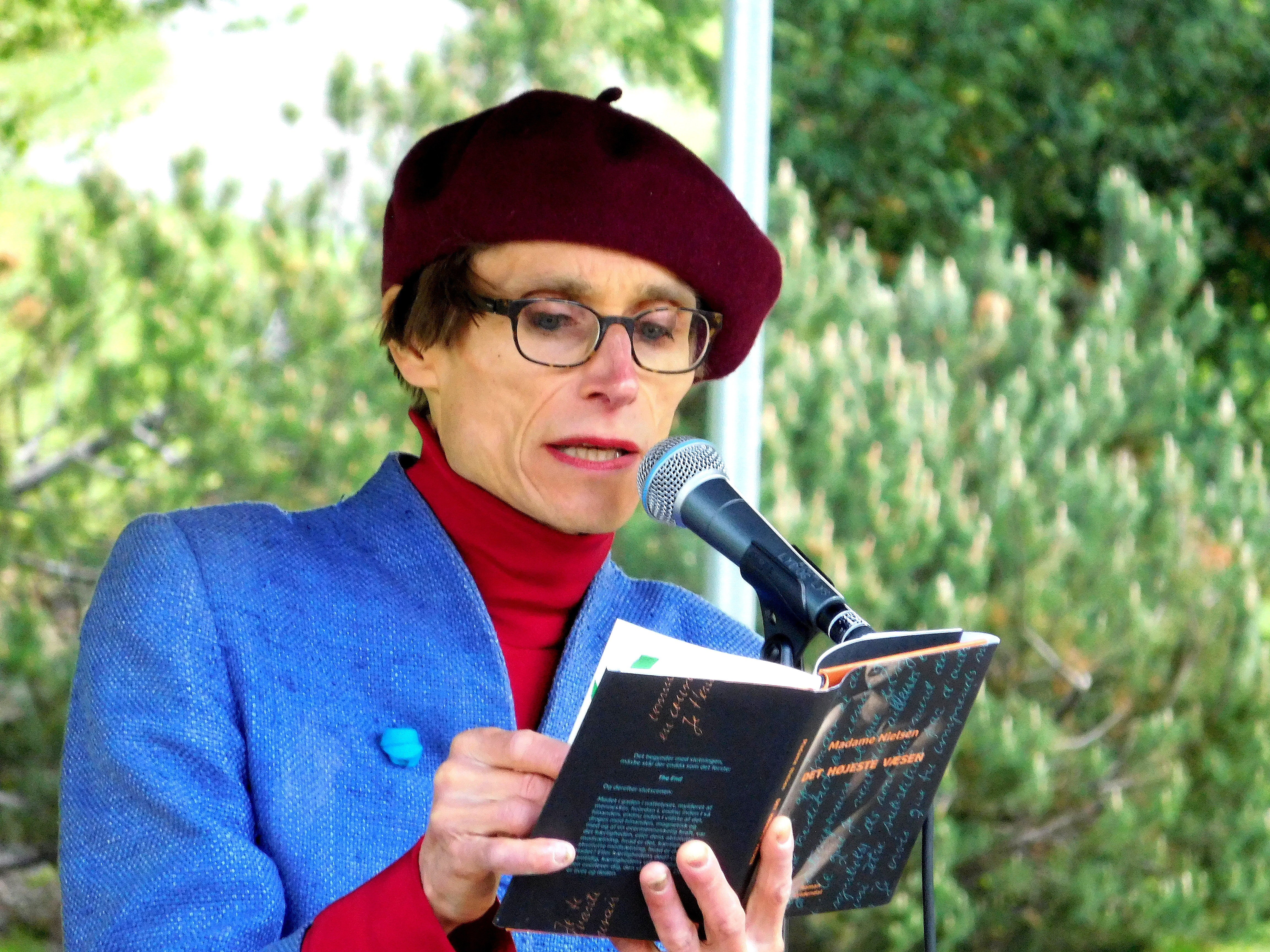
Madame Nielsen, 2017

## Leben
Als Claus Beck-Nielsen verbrachte sie ihre Kindheit und Jugend in Aarhus, Tønder, Aalborg, Odense, Vestbirk und Høstkøb. In der zweiten Hälfte der achtziger Jahre (1984–89) war sie Gitarrist und Sänger in der Band Creme X-Treme aus Odense. Sie ging zeitweilig nach New York und schloss sich dort der berühmten Performance-Gruppe The Wooster Group um Willem Dafoe in SoHo an.  Nielsen absolvierte 1993 die Autorenschule. Sie leitete zusammen mit Rolf Heim das Theater „20th Century Ghost“ und arbeitete 1996 bis 1999 als Theaterkritiker der Zeitung Politiken.
Im Jahr 2002 wurde Das Beckwerk zur Bündelung und Management der Arbeit (Beck-)Nielsens gegründet. Das Unternehmen befand sich von 2002 bis 2006 in Buddinge. Am 1. Juli 2006 zog die Agentur in das Kopenhagener Zentrum. Das Unternehmen produzierte u. a. Belletristik, One-Man-Shows, Fotografien, Installationen, politische Aktionen (u. a. Besuche des Irak und Afghanistans), Konzerte, Videokunst, Internetaktionen.
Das Beckwerk war laut Aussage Nielsens eine im Registergericht eingetragene Firma, bei der Nielsen als „namenlose Versuchsperson“ angestellt war. Was immer der Vorstand, bestehend aus Künstlern, Schriftstellern, Architekten und einem Richter, entschied, musste Nielsen ausführen.

„Im Jahr 2001 erklärte sich Autorin und Multikünstlerin Claus Beck-Nielsen für tot. Seitdem haben wechselnde Figuren seine Produktion unter der Leitung der Kunstfabrik „Das Beckwerk“ fortgesetzt. Hier verschmelzen Leben und Werk, Realität und Fiktion zu einer radikalen Avantgarde, die das Projekt zu einem Kult in der Kunstwelt gemacht hat“

## Identitäten und Namensänderungen
Der vielseitige Performancekünstler verkürzte 2000 erst seinen Namen in Claus Nielsen und beendete ein Jahr später medienwirksam sein Leben als Claus Beck-Nielsen („Selbstmord“), um als Helge Bille Nielsen „dessen“ Werk weiterzuführen. 2011 wurde Claus (Beck-)Nielsen endgültig „zu Grabe getragen“ und der Künstler, nunmehr in Frauenkleidung zu sehen, nennt sich, nach einer zweijährigen „namenlosen“ Zeit, seit 2014 Madame Nielsen. Jedoch sieht sie sich nicht als Transgender.

„Ich bin viel schöner als Frau, denn als magerer älterer Herr.“

Es gehe ihr dabei um das Ausprobieren verschiedener Identitäten. Das Annehmen verschiedener Identitäten war immer Bestandteil ihres künstlerischen Daseins. Sie nennt es ein Spiel mit den Identitäten, jedoch ist es für sie mehr als lediglich ein Spiel:

„Das Leben ist eine ständige Verwandlung.[…] Aber in einem Körper, in einer Seele gibt es so viele mögliche Menschen oder nicht nur Menschen, Wesen. Und ich sehe es als meine Aufgabe, nicht nur in der Schrift, sondern auch im tatsächlichen Leben, so viele Daseinsformen wie möglich zu leben.“

Der  Verlag Gyldendal veröffentlichte 2003 eine Biografie, die mit dem inszenierten Tod des biographischen Schriftstellers Claus Beck-Nielsens endet.
Nielsen spricht mehrere Sprachen fließend, darunter Deutsch.

## Veröffentlichungen
- Vejlederne, Verlag: Samlerens forlag, 1997 (zwei Geschichten)
- Horne Land, Verlag: Samlerens forlag, 1999 (Roman)
- En sidste sang, Verlag: Rosinante & Co, 2001 (Liebesgeschichte des Jahrhunderts, Schauspiel)
- Selvudslettelser, (Beck-Werkverzeichnis; Band 1) Verlag: Samlerens forlag, 2002 (Roman)
- Claus Beck-Nielsen (1963-2001), Verlag: Gyldendal, 2003 (Biografie)
- De smukkeste mennesker, 2004 (mittelalterliches Drama)
- The European Dream Scream, Beckwerk Records 2006 (CD)
- Selvmordsaktionen, Gyldendal, 2005 (Bericht über den Versuch der Einführung der Demokratie im Irak im Jahr 2004)
- Freedom on the March, Geiger Records, 2008 (CD)
- Suverænen, Verlag: Gyldendal, 2008 (Roman)
- I sammenbruddets tjeneste. Samtaler ved Peder Holm-Pedersen, Verlag: Gyldendal, 2008 (Interview mit Mikkel Bolt)
- Store Satans Fald, Verlag: Gyldendal, 2012 (Roman)
- Mine møder med de danske forfattere, 2013 (Roman)
  - Mein Leben unter den Großen. Kiepenheuer & Witsch, 2024, ISBN 978-3-462-00543-1
- Den endeløse sommer  Gyldendal, 2014 (Roman)
  - in dt. Übersetz.: Der endlose Sommer, Kiepenheuer & Witsch, 8. März 2018, ISBN 978-3-462-05102-5
- Invasionen, 2016 (Roman)
- Det højeste væsen, 2017 (Roman)
- The Monster, 2018 (Roman)
  - in dt. Übersetz.: Das Monster, Kiepenheuer & Witsch, 16. Januar 2020, ISBN 978-3-462-05310-4
- Der Welt- & Zeitumfassende ein-Satz, Matthes & Seitz, Berlin 2022, ISBN 978-3-7518-0536-0
  - in dt. Übersetz.: Lamento, Kiepenheuer & Witsch, 2022, ISBN 978-3-462-00127-3
- Kendsgerninger. 2022

## Theaterrollen
- Wings (Kopenhagen 1992)
- Odysseus (Næstved 1993)
- Forestillingen om Døden i Venedig (Kopenhagen 1994)
- Faderen, Sønnen & Korsvejen (Hannover 1994, Kopenhagen 1995)
- Andy Warhol (Deutschland, Dänemark, Norwegen, Finnland 1995–1998)
- De Skrøbelige (af Peer Hultberg – Radioteatret 1996)
- LENIN (Århus Festuge & Arken 1996)
- Balls & Rupies (Kanonhällen (Finnland) 1997)
- Teaterslagteren (Kaleidoskop 1999, Turne i Danmark 2001)
- Det ny menneske (Teater Camp X Aveny, Kopenhagen, Januar/Februar 2009)

## Preise, Auszeichnungen und Stipendien
- 1995: Gerrit-Engelke-Preis der Stadt Hannover
- 1998: Axel og Magda Fuhrs Fond
- 1998: Preis der Frankfurter Autorenstiftung
- 2000: Holger Drachmann-legatet
- 2000: Statens Kunstfond. Dreijähriges Stipendium
- 2000: (Johannes) Allen Preis (Preis des Dänischen Dramatikerverbundes)
- 2001: Aufnahme in das Kraks Blå Bog (Personenverzeichnis)
- 2003: Statens Kunstfond, Arbeitsstipendium
- 2003: Reumert-Preis
- 2003: Peter Freuchen Stipendium in Erinnerung an Magdalena und Peter Freuchen
- 2004: Statens Kunstfond. Arbeitsstipendium
- 2005: Statens Kunstfond. Arbeitsstipendium
- 2005: Kjeld-Abell-Preis
- 2006: Statens Kunstfond. Produktionsprämie (ohne vorherige Bewerbung vergeben)
- 2024: Wolfgang-Koeppen-Preis

Nielsen wurde mehrfach für den Literaturpreis des Nordischen Rates nominiert.